# Șaru Dornei
Șaru Dornei – wieś w Rumunii, w okręgu Suczawa, w gminie Șaru Dornei. W 2011 roku liczyła 545 mieszkańców. 